# Maâssal
El maâssal (en árabe: المعسّل) es un plato agridulce que se originó en las ciudades de Salé y Rabat, en Marruecos. Se trata de un plato de carne de cordero, especialmente la parte del cuello, cocinada con miel natural, a diferencia de la mrouzia, que es originaria de la ciudad de Fez y que se prepara con pasas y ras el hanout. La preparación del maâssal utiliza smen y varios condimentos, cuyas principales especias son el azafrán, la canela, el clavo y los capullos de rosa secos.
El maâssal es un plato que se prepara el día de Eid al-Adha y se conserva para comer el día de Ashura. Como dice el refrán, “ el maâssal es siempre el último".